# Yakisoba

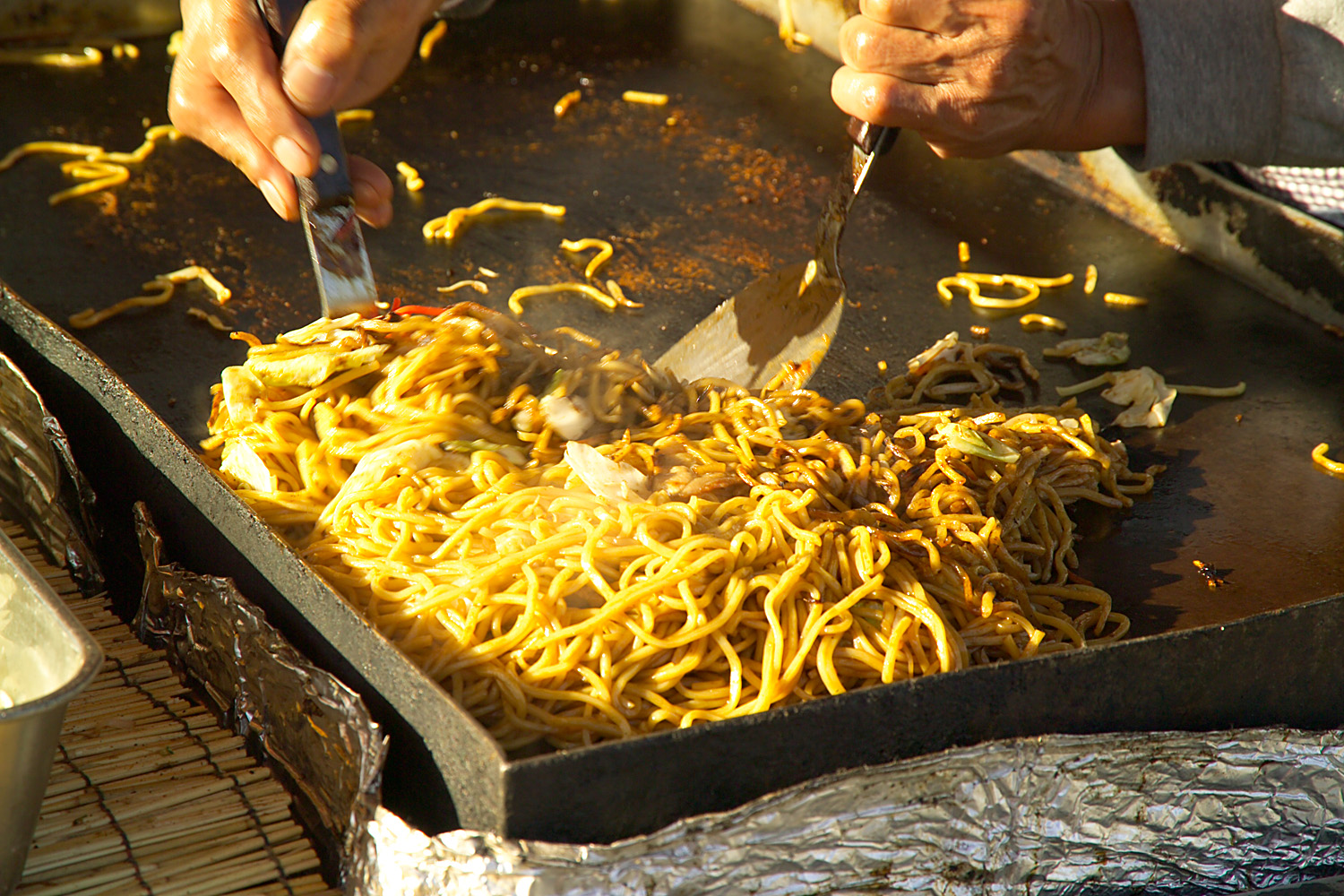
Yakisoba

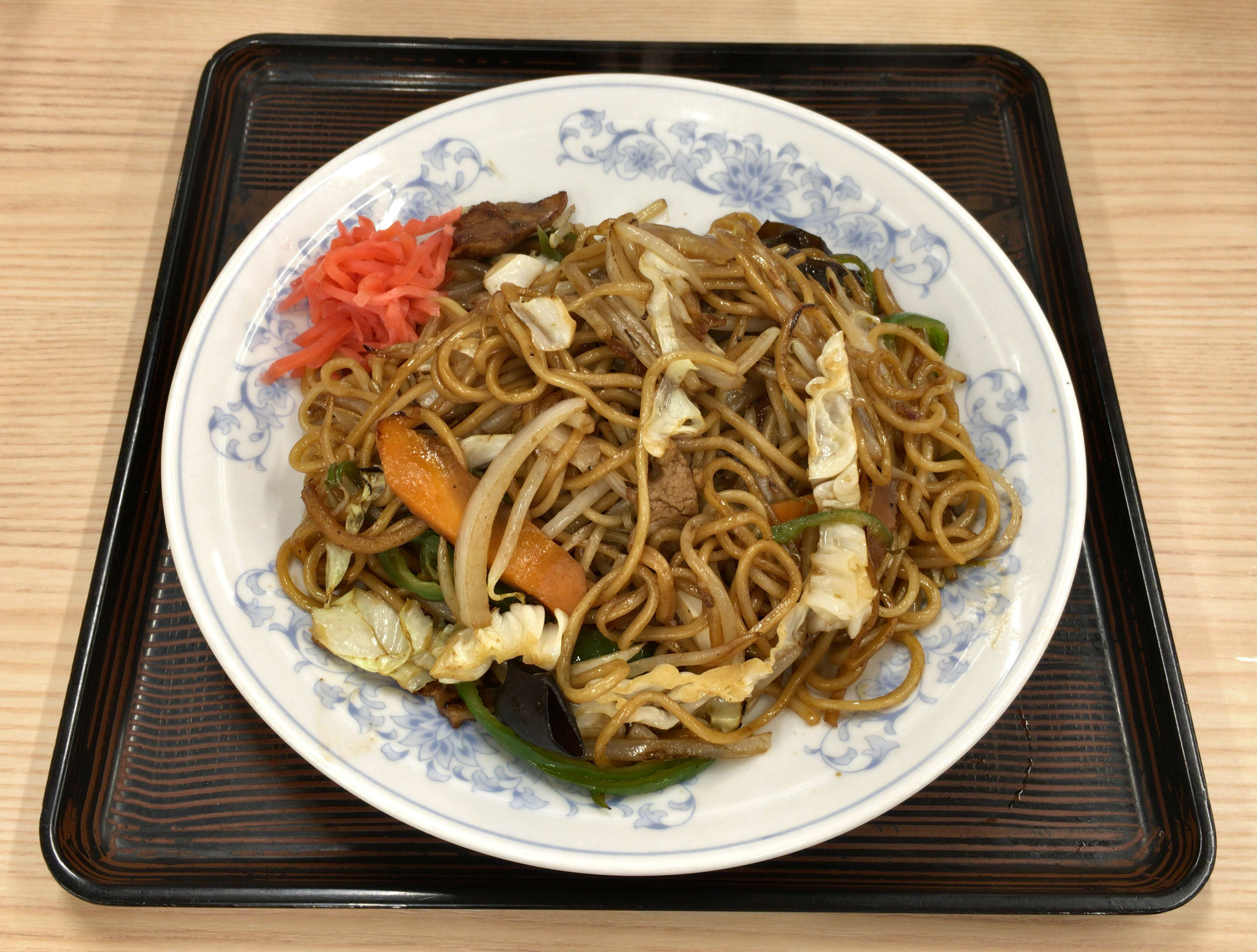
Yakisoba

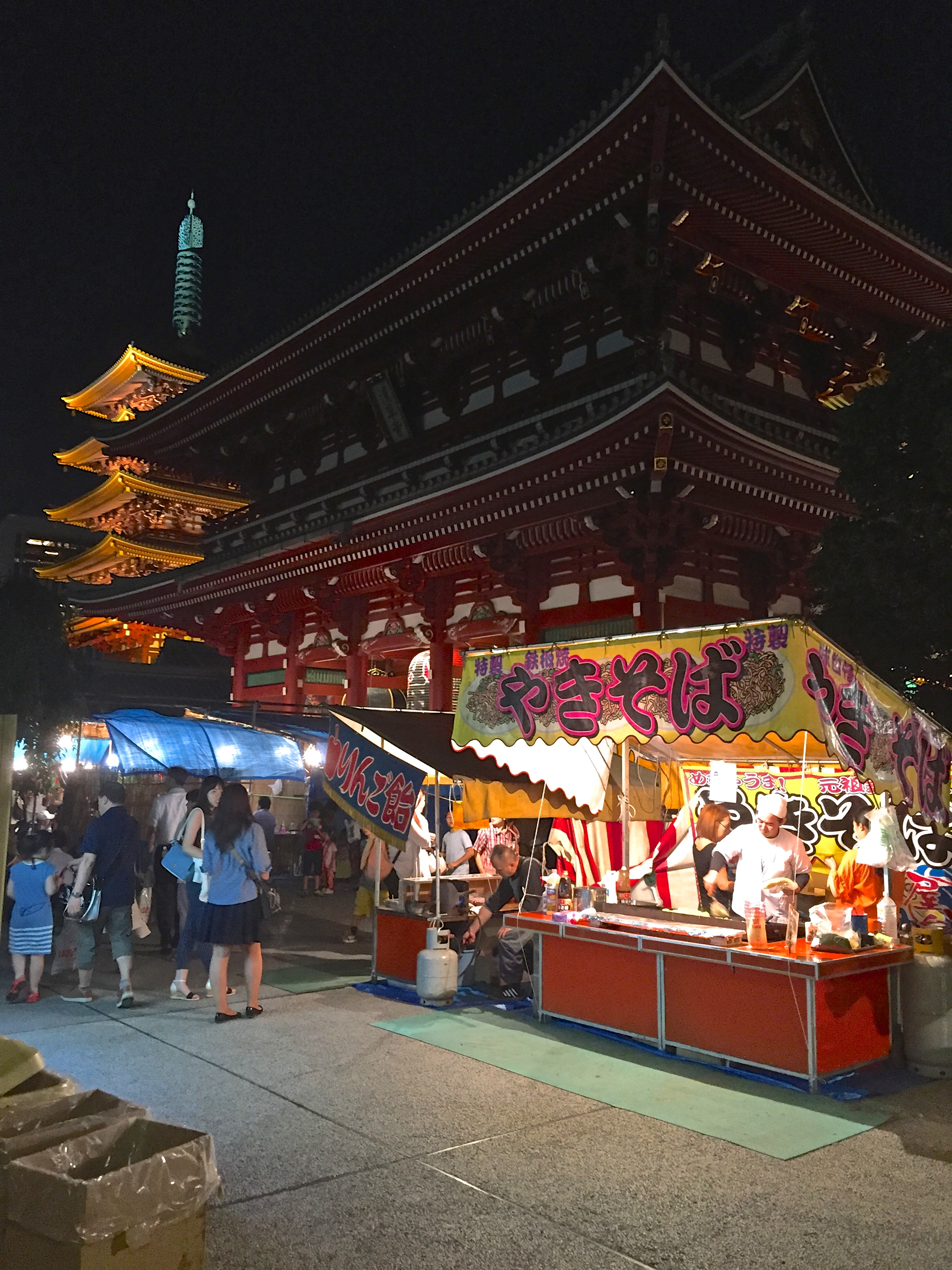

Yakisoba (焼きそば) eller sōsuyakisoba (ソース焼きそば) är en enkel japansk maträtt, populär i hela landet, som består av stekta nudlar, grönsaker (exempelvis morötter eller kål) och någon form av kött, vanligtvis fläsk. Rätten är troligtvis av kinesiskt ursprung och integrerad i det japanska köket på samma sätt som ramen. Yakisoba kan smaksättas med okonomiyakisås, salt och svartpeppar.
Yakisoba äts vanligtvis för sig men ibland även i korvbröd, vilket kallas för yakisobapan (焼きそばパン), rakt översatt yakisoba-bröd.
Namnet kommer från yaki, 'stekt', och soba, ’soba (bovetenudlar)’, och förledet sōsu kommer från engelska sauce, ’sås’. Namnet till trots är nudlarna inte gjorda av bovete utan av vetemjöl.

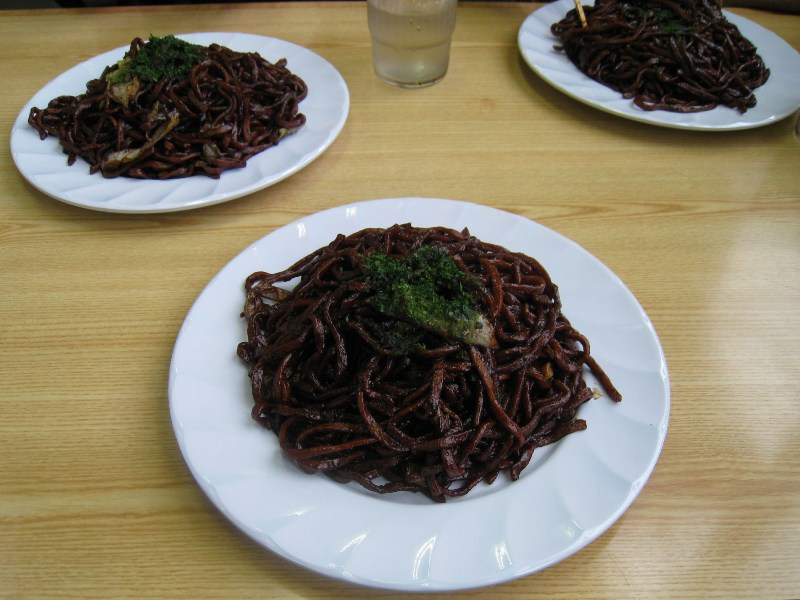
Ōta-yakisoba
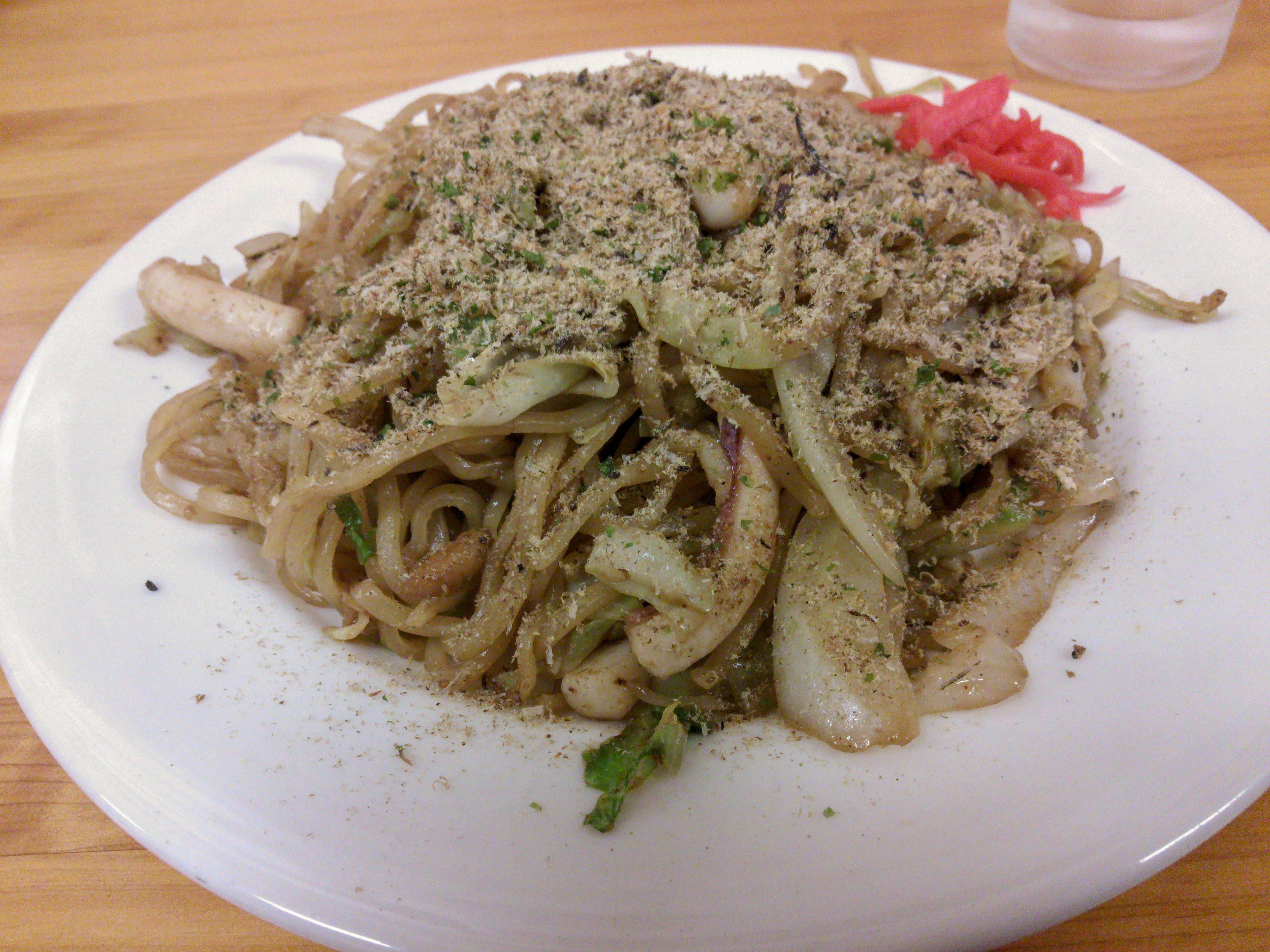
Fujinomiya-Yakisoba
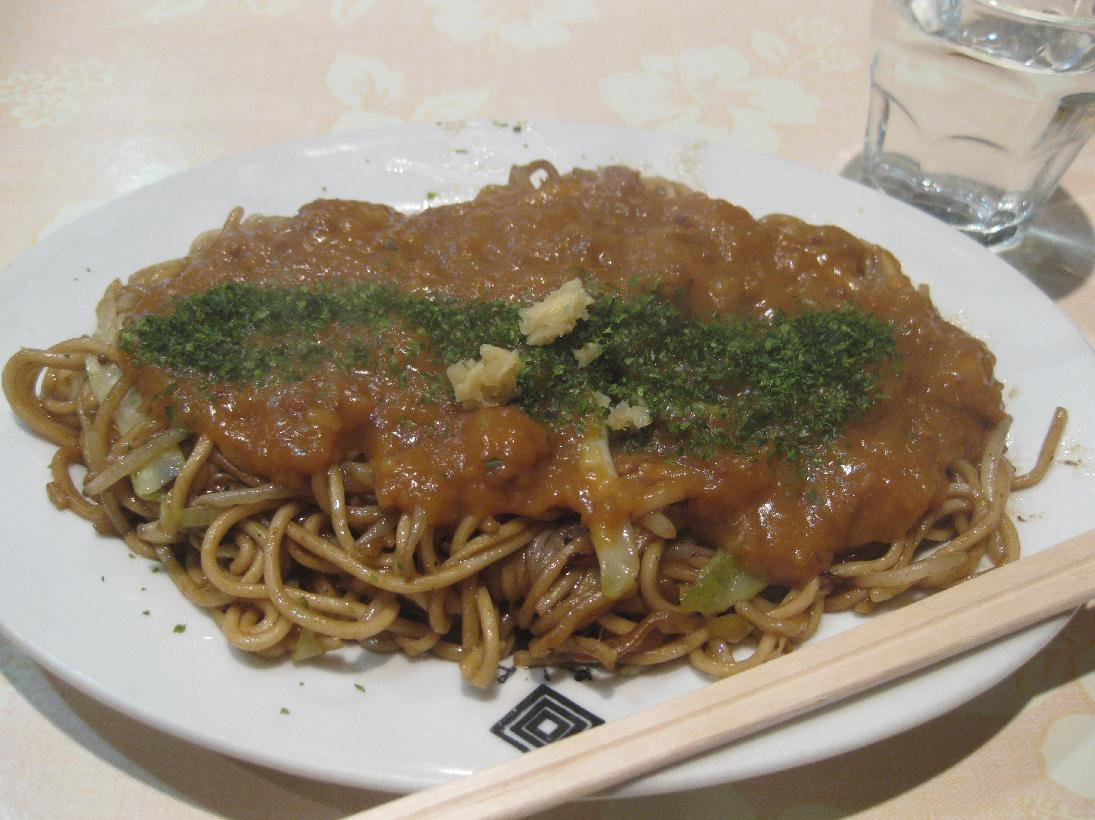
Italian-yakisoba (Shiga)
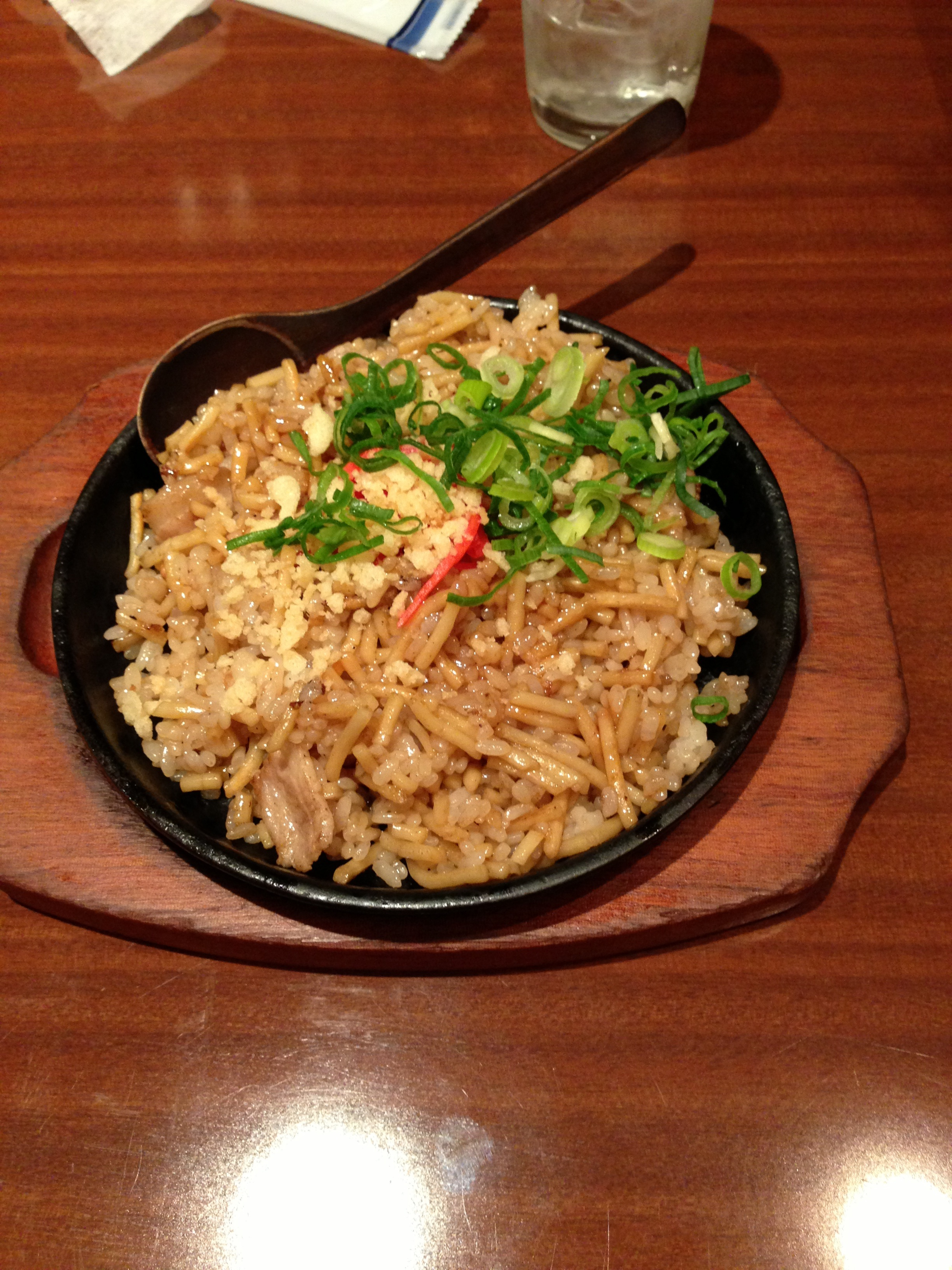
Sobameshi
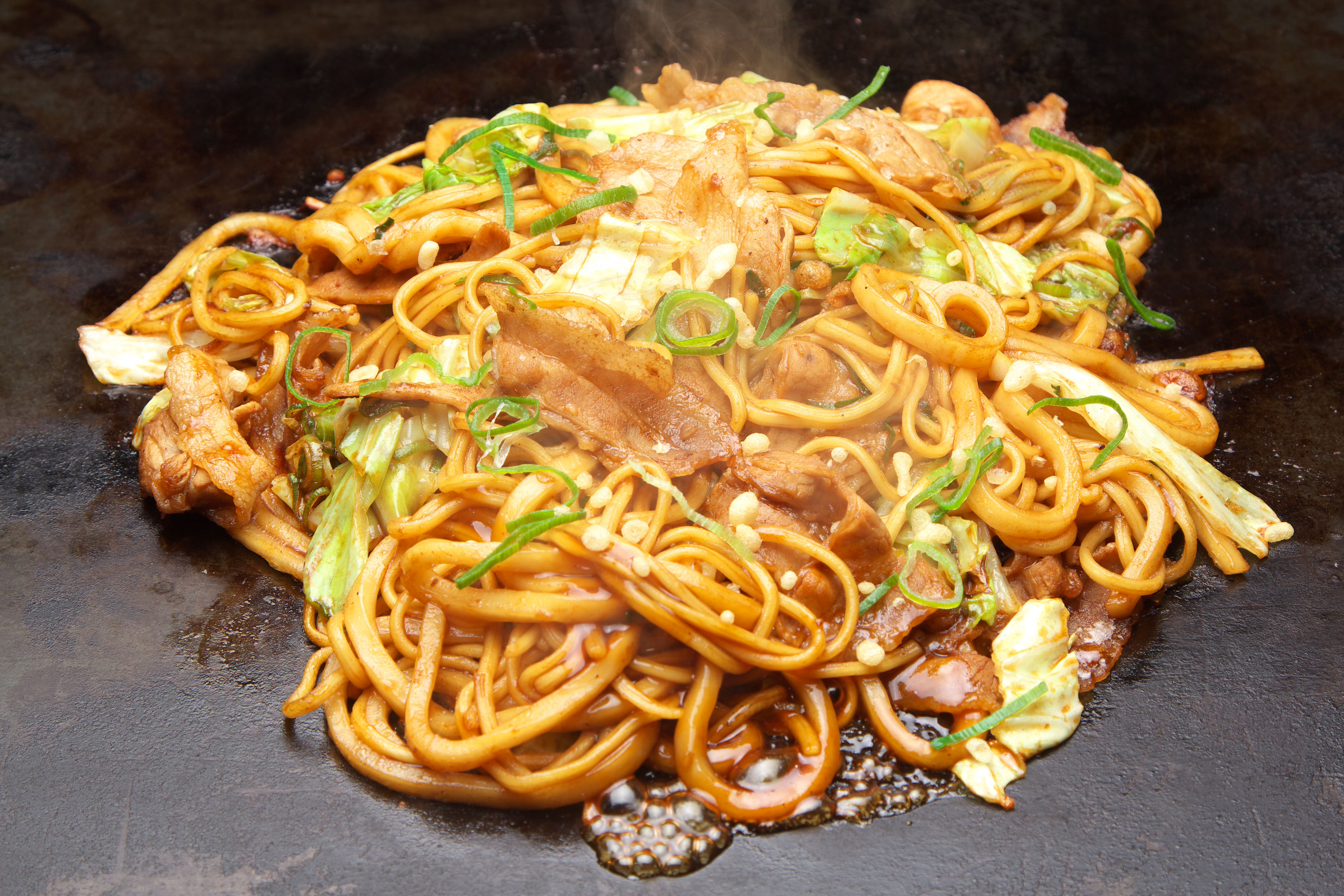
Himeji-chanpon yaki
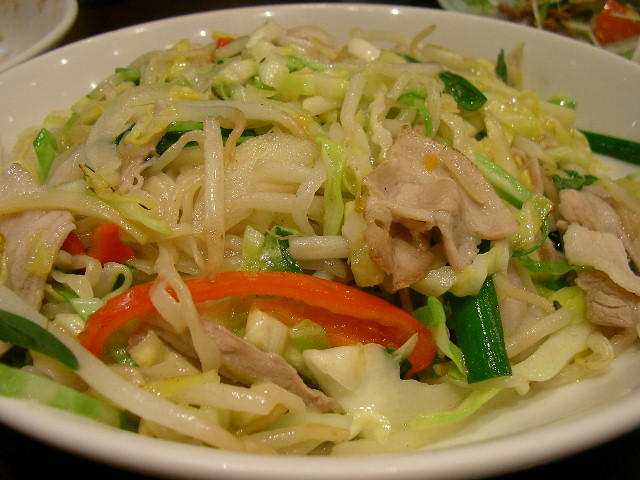
Shio yakisoba
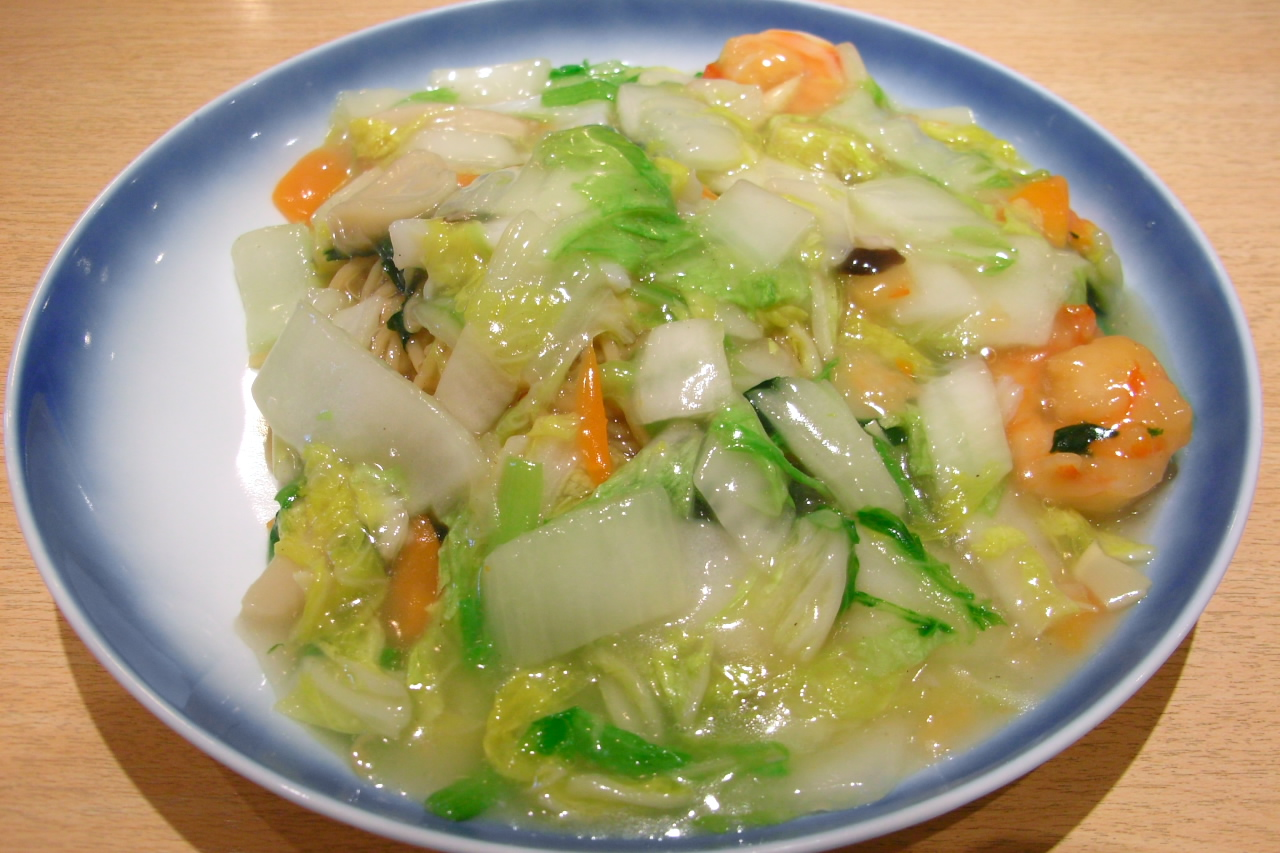
Ankake yakisoba